# Heinrich Jung
Pour les articles homonymes, voir Jung.
Heinrich Wilhelm Ewald Jung (né le 4 mai 1876 à Essen, mort le 12 mars 1953 à Halle) est un mathématicien allemand. Ses domaines de prédilection étaient la géométrie et la géométrie algébrique.
Il étudie les mathématiques, la physique et la chimie à l'université de Marbourg et à l'université de Berlin de 1895 à 1899.
On lui doit notamment le théorème de Jung, qu'il publie en 1901.